# Bolidismo
El bolidismo fue un movimiento cultural y artístico creado por diseñadores italianos a finales del siglo XX.

## Historia del Bolidismo
El bolidismo fue fundado por cerca de una veintena de arquitectos italianos, recién graduados de la Facultad de Arquitectura de Florencia. El 12 de julio de 1986, en la sala del Palazzo Re Enzo de Bolonia, se fundó el último movimiento artístico del siglo XX, el bolidismo. Esta es la fecha oficial del nacimiento bolidista, aunque en años anteriores ya se habían realizado proyectos y eventos que expresaban una sensibilidad común entre estos diseñadores. La segunda convención bolidista tuvo lugar en Merano, el 1 y 2 de noviembre del mismo año, siendo ya definido el bolidismo como un pensamiento y estilo de vida, así como un movimiento extensible a todas las artes.
Nacido en el diseño y la arquitectura, el grupo se significó en sus comienzos por un enfoque original que se caracterizaba por un marcado dinamismo de las formas, derivado en parte de las influencias futuristas estadounidenses, así como de la investigación sobre las formas orgánicas y las referencias a la arquitectura de los años treinta y el mundo del cómic, surgiendo como una continuación natural de grupos antagónicos como Memphis y Alquimia. 
El bolidismo creció en el campo de la cultura, la música y la literatura, con una base filosófica basada en la identificación del móvil y el estilo de vida rápido. El bolidismo fue considerado inmediatamente como la última palabra en el diseño italiano, atrayendo el interés de la cultura y la actualidad entre 1986 y 1989, años en los que sus obras se publican o se citan en numerosas revistas italianas e internacionales.
A partir de los años noventa, el grupo bolidista suspendió sus iniciativas y sus componentes continuaron su actividad profesional en los campos del diseño, la arquitectura, el diseño gráfico y la pintura.

## Pensamiento bolidista
En la base del pensamiento bolidista están los conceptos de comunicación, movimiento, ligereza, multiplicidad, devenir y acción. El nuevo profesional se significa por las características de movilidad material y de pensamiento. En el diseño esto conduce a una inclinación simbólica inicial hacia formas dinámicas, como un 'moldeado por el viento', y también hacia formas orgánicas, que se materializan con una gran complejidad y variedad gracias a la evolución de la tecnología. Basado en el impacto emocional y la pasión, el bolidismo propone una mayor relación y más intensa entre el objeto y el usuario, entrando en juego todas las percepciones (olores, tacto, movimiento, luz). Elementos significativos en el proyecto bolidista son también el elemento "mediterráneo", la cultura de los extremos (purismo e hiperdecoratividad) y el concepto de juego. Un concepto habitual del bolidismo es la "ciudad fluida". La ciudad fluida no equivaldría al concepto de ciudad, sino a la unión de su gente, a un conjunto de contactos físicos ilimitados, determinados por una nueva tipología social que define nuevos comportamientos.
Los objetos del bolidismo son extremadamente dinámicos, fluidos y libres, porque representan un concepto que se aproxima a la idea de velocidad. El bolidismo da curso a la libertad y alegría tanto como sea posible. Por otra parte, los conceptos de autor y obra son valorados fundamentalmente a través de la ironía y la diversión.
Ejemplos de su enfoque en el diseño se pueden observar en la mesa auxiliar "Arcadia Swing" de P. Caramia y en los objetos de S. Giovanoni y G. Venturini.
| Manifiesto bolidista |
| --- |
| - El bolidista tiene un único propósito específico en la vida: vivir. - El bolidista teoriza y actúa simultáneamente. - El bolidista considera a la historia no como Magistra Vitae, sino como una aventura emocionante. - El bolidista tiene una actitud positiva. - El bolidista cree que la ideología es un freno inútil y dañino. - El bolidista tiene amos envejecidos o muertos e ídolos fugaces e intensos. - El bolidista es la vanguardia de sí mismo. - El bolidista no muere por ningún motivo. - El bolidista odia la inmovilidad, las cosas pequeñas, la cobardía, la frialdad expresiva. - El bolidista considera la "contradicción" como la única posibilidad de adaptación a situaciones mutadas muy rápidamente. - El bolidista considera al bolidismo como una buena excusa. - El bolidista considera que el "futuro", como "no presente", equivale al "pasado", pero es más interesante. - El bolidista posee una capacidad simultánea de adaptación psicológico-emocional a todas las innovaciones. - El bolidista se envidia a sí mismo. - El bolidista es un bolidista, pero a él no le importa. |

## Bolidistas fundadores
- Pierangelo Caramia
- Daniele Cariani
- Maurizio Castelvetro
- Maurizio Corrado
- Dante Donegani
- Fabrizio Galli]]
- Giovanni Tommaso Garattoni
- Massimo Iosa Ghini
- Stefano Giovannoni
- Bepi Maggiori
- Massimo Mariani
- Giusi Mastro
- Anna Perico
- Roberto Semprini
- Ernesto Spicciolato
- Guido Venturini